# Ruine Heidenmauer
Die Ruine Heidenmauer, auch Rosenstein genannt, ist eine abgegangene mittelalterliche Höhenburg in der Gemeinde Oberwil im Kanton Bern.

## Lage und Beschreibung
Die Burg stand bei 847,9 m ü. M. auf einem kleinen Hügel. Gegen Süden fällt er steil zur Simme ab. Auf der Westseite sind ihm zwei weitere Hügel vorgelagert, über welche wahrscheinlich der Zugang in die Burg erfolgte. Es ist anzunehmen, dass auf ihnen früher Wirtschaftsgebäude standen. Die Burg bestand aus einem massiven Bergfried und einem angebauten Zwinger und war ziemlich klein. Bering- und zwei Halsgrabenreste sind noch sichtbar.

## Geschichte
Über die Geschichte der Burg ist nicht viel bekannt. Eine Gründung durch Gefolgsleute der Grafen von Kyburg im 13. Jahrhundert wird vermutet. Die Burg ist urkundlich aber nicht fassbar.
In der Sage vom Rosenstein wird ein Ritter Hugo von Rosenstein erwähnt, dem sein Geiz zum Verhängnis wurde. Die Raubherren von Gaffer Tschingen töteten ihn und machten seine Burg dem Erdboden gleich. Im Wald soll noch heute sein Schatz liegen, welcher vom Teufel höchstpersönlich bewacht wird. Wann dies geschehen sein soll, ist unklar.